# Pincehely
Pincehely é uma vila da Hungria, situada no condado de Tolna. Tem 50,09 km² de área e sua população em 2019 foi estimada em 2.211 habitantes.